# 僕散忠義
僕散忠義（1115年—1166年3月16日），本名乌者。金國上京人，宣献皇后的侄子。
少年时，参加富平之战，1140年，随兀术攻南宋，在顺昌之战大败。金世宗即位后，任尚书右丞、同平章事。率军平定移剌窩斡之乱。加封右丞相，都元帅，爵沂国公。1163年，再次攻宋，与宋订立隆兴和议。子僕散揆，孙僕散安貞都是金国名将。

## 延伸阅读
[在维基数据编辑]
 《金史·卷87》，出自脱脱《遼史》